# Dino Murić
Dino Murić (Lubiana, 14 febbraio 1990) è un cestista sloveno.
È il fratello del cestista Edo Murić.

## Carriera
Dal 2010 milita nell'Union Olimpija in Lega NLB.

## Palmarès
- Coppa di Slovenia: 3

Union Olimpija: 2011, 2012, 2013
- Supercoppa slovena: 1

Union Olimpija: 2013